# میرزویل (تگزاس)
میرزویل، تگزاس(به انگلیسی: Meyersville, Texas) شهری در ایالت تگزاس از ایالات جنوبی ایالات متحده آمریکا است.